# Ctenus agroecoides
Ctenus agroecoides este o specie de păianjeni din genul Ctenus, familia Ctenidae. A fost descrisă pentru prima dată de Thorell, 1881.
Este endemică în Queensland. Conform Catalogue of Life specia Ctenus agroecoides nu are subspecii cunoscute.